# Station Lausanne
Het station Lausanne (Frans: Gare de Lausanne) is het belangrijkste spoorwegstation van de stad Lausanne in het Zwitsers kanton Vaud. Het is een belangrijk knooppunt in het Zwitsers spoorwegnet. Met 27 miljoen reizigers per jaar en 650 treinen per dag behoort het ook tot de tien drukste spoorwegstations van het land.
Het station wordt niet enkel door de SBB-CFF-FFS maar ook door Train à Grande Vitesse treinen van de Société Nationale des Chemins de fer Français en internationale treinen van Cisalpino bediend. Met de TGV is er een rechtstreekse verbinding van Lausanne naar het Gare de Lyon van Parijs. De Cisalpino EuroCity Monte Rosa van Station Genève-Cornavin naar Milano Centrale houdt er halt. Het station ligt in het nationale net op de Jurafusslijn, de Mittellandlijn en de Simplonlijn.
Van aan het station kon men tot 2006 met de tandradbaan Lausanne-Ouchy zich laten afzakken tot aan de oever van het Meer van Genève. Sinds 2008 kan men dit traject langs dezelfde route afleggen met de lijn M2 van de metro van Lausanne.

## Treinverbindingen

### Nationale treindiensten
| Serie | Treinsoort       | Route | Bijzonderheden |
| ----- | ---------------- | --- | -------------- |
| IC 1  | Intercity (SBB)  | Genève-Aéroport – Genève-Cornavin – Lausanne – Bern – Zürich HB – Winterthur – St. Gallen                                                                  |                |
| IC 5  | Intercity (SBB)  | [ Genève-Aéroport – ] / [ Lausanne – ] Yverdon-les-Bains – Neuchâtel – Biel/Bienne – Solothurn – Olten – Zürich HB – Winterthur – Sankt Gallen – Rorschach |                |
| IR 15 | InterRegio (SBB) | Genève-Aéroport – Genève-Cornavin – Lausanne – Fribourg – Bern – Luzern                                                                                    |                |
| IR 90 | Intercity (SBB)  | Genève-Aéroport – Genève-Cornavin – Lausanne – Montreux – Martigny – Sion – Brig                                                                           |                |

### Regionaal treinverkeer
| Serie | Treinsoort     | Route | Bijzonderheden |
| ----- | -------------- | --- | -------------- |
| S 1   | RER Vaud (SBB) | Grandson – Yverdon-les-Bains – Cossonay-Penthalaz – Renens – Lausanne                                         |                |
| S 2   | RER Vaud (SBB) | Vallorbe – Renens – Lausanne – Vevey – Montreux – Villeneuve – Aigle (– Bex – St-Maurice)                     |                |
| S 3   | RER Vaud (SBB) | Allaman – Morges – Renens – Lausanne                                                                          |                |
| S 4   | RER Vaud (SBB) | Allaman – Morges – Renens – Lausanne – Puidoux – Palézieux (– Romont)                                         |                |
| S 5   | RER Vaud (SBB) | Grandson – Yverdon-les-Bains – Renens – Lausanne – Vevey – Montreux – Villeneuve – Aigle (– Bex – St-Maurice) |                |
| S 6   | RER Vaud (SBB) | Lausanne – Puidoux – Palézieux                                                                                |                |
| S 9   | RER Vaud (SBB) | Lausanne – Puidoux – Palézieux – Payerne – Avenches – Murten/Morat – Kerzers                                  |                |
| S 22  | RER Vaud (SBB) | (Le Brassus – ) Vallorbe – Renens (– Lausanne)                                                                |                |